# Парти, Барбара
Ба́рбара Холл Парти́ (англ. Barbara Hall Partee; род. 23 июня 1940, Энглвуд, штат Нью-Джерси) — американский лингвист. Одна из основателей современной формальной семантики.
Член Национальной академии наук США (1989), эмерит-профессор лингвистики и философии в Массачусетском университете. Иностранный член Нидерландской королевской академии наук (2002), членкор Британской академии (2018).

## Биография
Образование
- B.A. 1961 по математике, Суортмор-колледж. Доп. специализация по русскому и философии.
- Ph.D. 1965, МТИ, лингвистика. Доп. специализация по математике. Название диссертации: Subject and Object in Modern English. Научный руководитель: Ноам Хомский

Деятельность
- Калифорнийский университет в Лос-Анджелесе, преподавание 1965—1972, лингвистика, потом также философия.
- C 1972 года в штате UMass Amherst, с 1973 года профессор, в 1987-93 гг. заведовала кафедрой, с января 2004 г. эмерит.
- Преподавание в LSA Summer Institutes (1966, 1974, 1987, 1989, 1991).
- Приглашённый профессор в El Colegio de Mexico, Charles University, Prague, Moscow State University, Russian State Humanities University, University of Leipzig, University of Canterbury
- Входила в совет управляющих Суортмор-колледжа (1990—2002).

Член Американской академии искусств и наук (1984).
Президент Американского лингвистического общества (1986), его фелло с 2006 года.
Отличия
- Премия Макса Планка (1992)
- Benjamin Franklin Medal (Franklin Institute) (2020)

Почётный доктор Чикагского университета (2014), Амстердамского университета (2018) и др.

## Работы
Полный список работ Архивная копия от 7 марта 2007 на Wayback Machine
- Stockwell, R.P, P. Schachter, and B.H. Partee, The Major Syntactic Structures of English. Holt, Rinehart, and Winston, 1972.
- Montague Grammar, edited, Academic Press, 1976.
- Subject and Object in Modern English, Garland Publishing, Inc., 1979
- Fundamentals of Mathematics for Linguists, Greylock Publishers, (and D.Reidel, Dordrecht), 1979.
- Properties, Types and Meaning. Vol. I: Foundational Issues; Vol. II: Semantic Issues, ed. G. Chierchia, B. Partee and R. Turner, Dordrecht: Kluwer, 1989.
- Partee, Barbara H., Alice ter Meulen and Robert Wall, Mathematical Methods in Linguistics, Dordrecht: Kluwer, 1990. Second printing, corrected first edition, 1993.
- Bach, Emmon, Eloise Jelinek, Angelika Kratzer, and Barbara H. Partee, eds., Quantification in Natural Languages, Kluwer Academic Publishers, Dordrecht, 1995.
- Partee, Barbara H. and Petr Sgall, editors, Discourse and Meaning: Papers in Honor of Eva Hajičová. John Benjamins, Amsterdam, 1996.
- Hajičová, Eva, Barbara Partee, and Petr Sgall, (1998) Topic-focus Articulation, Tripartite Structures, and Semantic Content. Dordrecht: Kluwer Publishers.
- Portner, Paul and Barbara H. Partee, eds. (2002) Formal Semantics: The Essential Readings. Oxford: Blackwell Publishers. pp. x + 486
- Browne, Wayles, Ji-Yung Kim, Barbara H. Partee, and Robert A. Rothstein, editors, (2003) Formal Approaches to Slavic Linguistics #11: The Amherst Meeting 2002. Ann Arbor: Michigan Slavic Publications. pp. xii + 568
- Partee, Barbara H. 2004. Compositionality in Formal Semantics: Selected Papers of Barbara Partee. Oxford: Blackwell Publishers. Pp. 344
- Kim, Ji-yung, Lander, Yury A., and Partee, Barbara H. eds. (2004) Possessives and Beyond: Semantics and Syntax (UMOP 29). Amherst, MA: GLSA Publications. pp. ix + 439
- Kamp, Hans and Barbara H. Partee, eds. (2004). Context-Dependence in the Analysis of Linguistic Meaning. Series: Current Research in the Semantics/Pragmatics Interface, 11 Amsterdam: Elsevier. pp. 554

## Прочее
- Сестра[2] бейсболиста Ричарда Уоллеса (Дика) Холла[англ.], чемпиона Мировой серии 1970 года в составе «Балтимор Ориолс»[3].
- В России в честь Барбары Парти был издан фестшрифт: Donum semanticum : opera linguistica et logica in honorem Barbara Partee a discipulis amicisque Rossicis oblata. — М.: Языки славянской культуры, 2015. — 364 с. — ISBN 978-5-94457-222-6.